# Sumatraanse soendabuulbuul
De Sumatraanse soendabuulbuul (Ixos sumatranus) is een zangvogel uit de familie Pycnonotidae (buulbuuls).

## Verspreiding en leefgebied
Deze soort is endemisch op Sumatra in tropisch heuvelland- en gebergtebos op hoogten tussen 800 en 2500 meter boven zeeniveau.